# Спокойненский район
Спокойненский район — административно-территориальная единица в составе Азово-Черноморского и Краснодарского краёв, существовавшая в 1934—1962 годах. Центр — станица Спокойная
Спокойненский район был образован 28 декабря 1934 года в составе Азово-Черноморского края. В его состав вошли 6 сельсоветов: Бесстрашненский, Надежненский, Подгорненский, Подгорносинюхинский, Спокойненский и Спокойносинюхинский.
13 сентября 1937 года Спокойненский район вошёл в состав Краснодарского края.
22 августа 1953 года в Спокойненский район были переданы Ахметовский, Гофицкий и Отважненский с/с упразднённого Упорненского района.
28 апреля 1962 года Спокойненский район был упразднён. Его территория в полном составе была передана в Отрадненский район.